# Melocactus matanzanus
Melocactus matanzanus là một loài thực vật có hoa trong họ Cactaceae. Loài này được León mô tả khoa học đầu tiên năm 1934.

## Hình ảnh

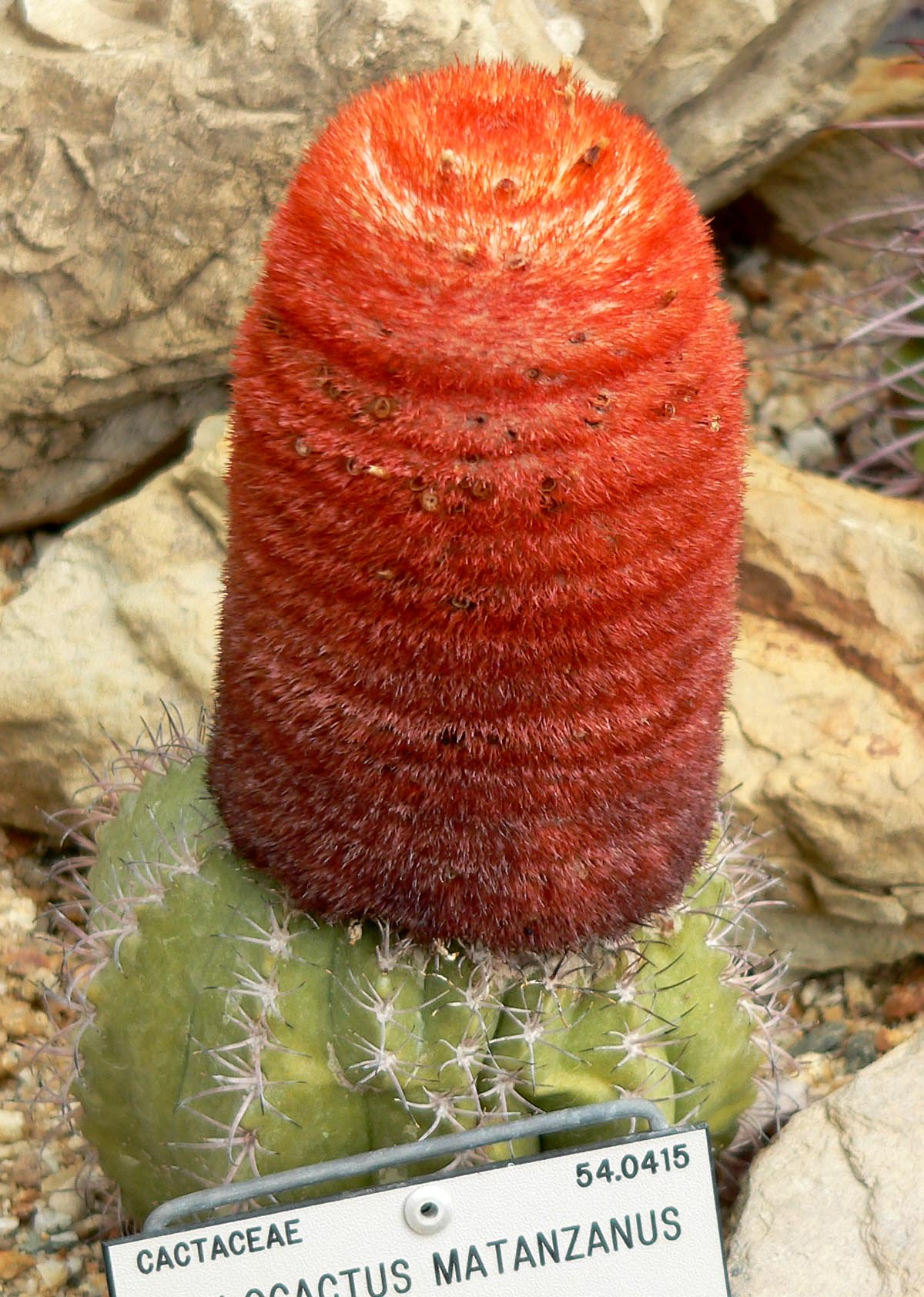
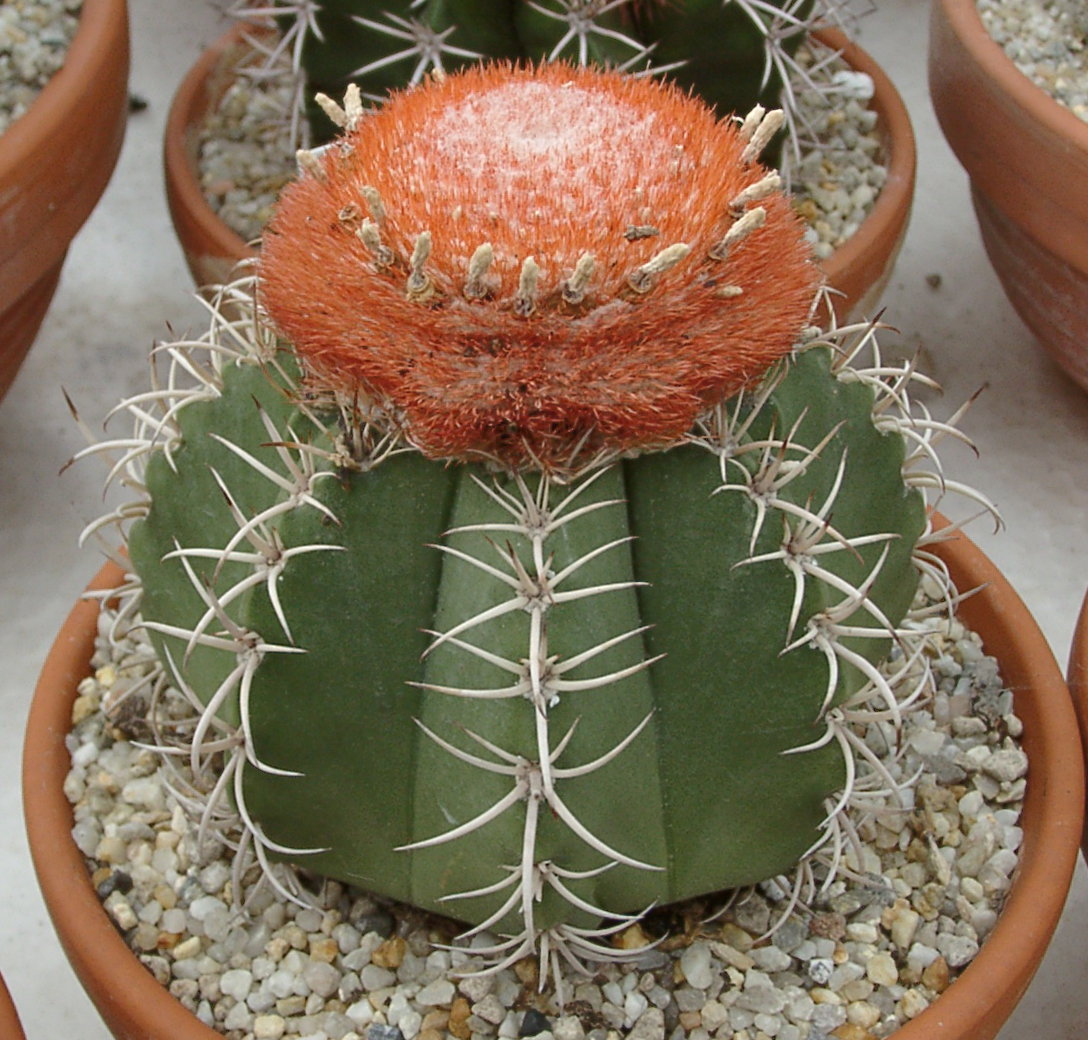
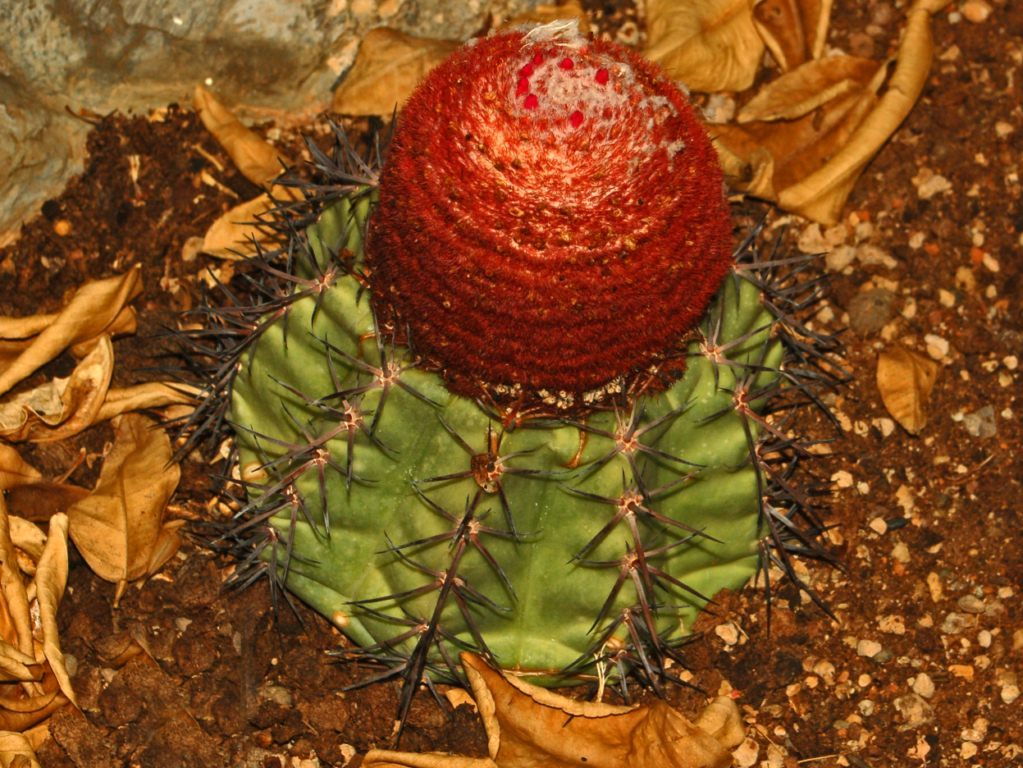
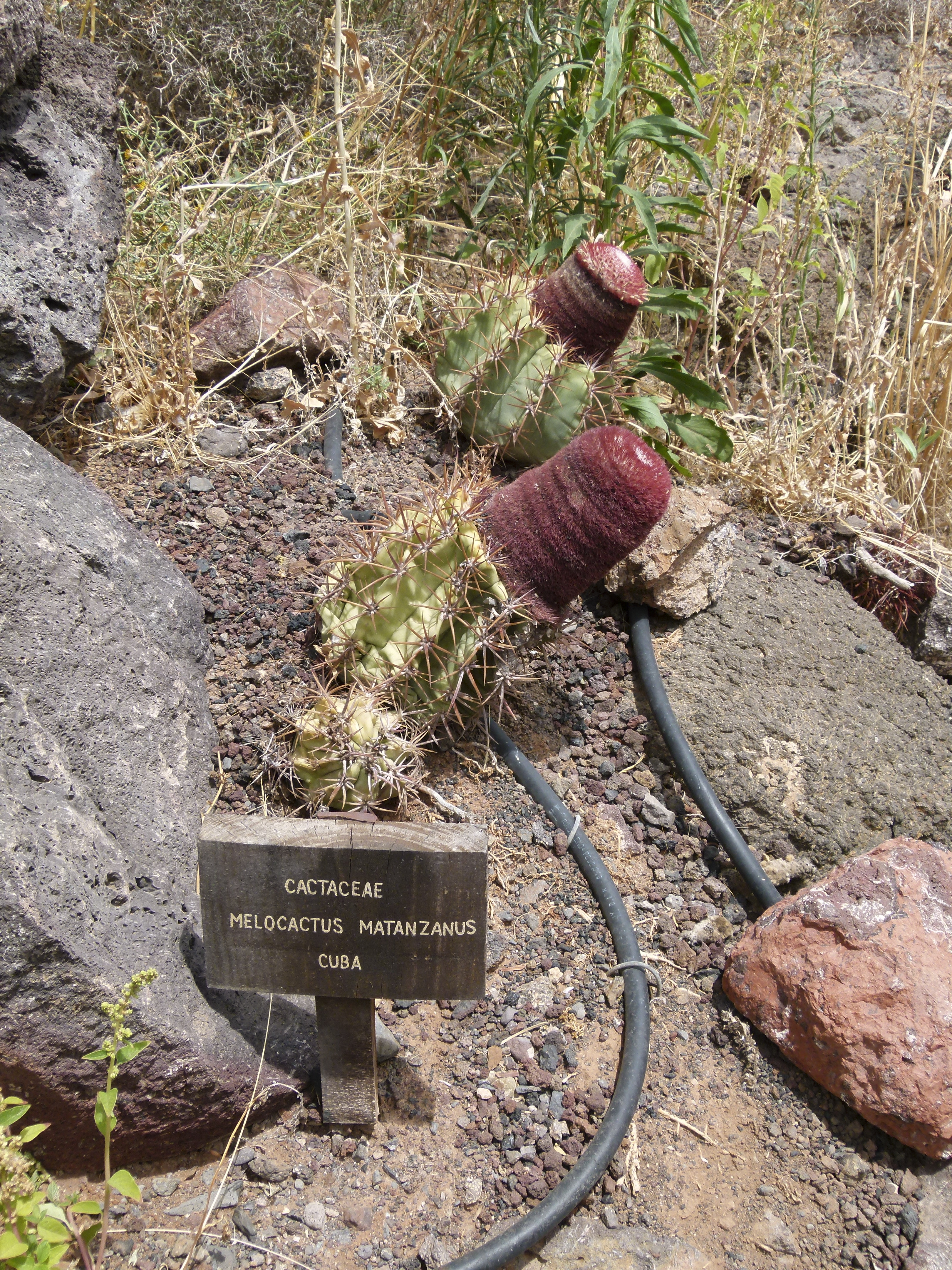